# رود نیوزیم
رود نیوزیم (انگلیسی: Nyuzim) یک رودخانه در سرزمین پرم کشور روسیه است.